# Lost 'n' Found - Live in Tilburg
Lost 'n' Found - Live in Tilburg è il secondo album dal vivo del gruppo musicale polacco Riverside, autoprodotto e pubblicato il 20 aprile 2017.

## Descrizione
Distribuito durante il Towards the Blue Horizon Tour, contiene l'intero concerto svolto dal gruppo a Tilburg durante il tour promozionale in supporto al sesto album in studio Love, Fear and the Time Machine. L'album rappresenta inoltre l'ultima pubblicazione a figurare in formazione il chitarrista Piotr Grudziński, scomparso nel febbraio 2016.
Nell'ottobre 2018 l'etichetta discografica indipendente Vintage Vinyl Records ha ripubblicato l'album in formato triplo vinile. L'11 dicembre 2020 il disco è stato ripubblicato dalla Inside Out Music in vari formati, tra cui un'edizione doppio CD con DVD.

## Tracce
Testi di Mariusz Duda, musiche dei Riverside, eccetto dove indicato.
CD 1
1. Lost – 7:56 (musica: Mariusz Duda)
2. Feel Like Falling – 5:36
3. Hyperactive – 5:29
4. Conceiving You – 5:04
5. Panic Room – 5:43
6. Under the Pillow – 6:48 (musica: Mariusz Duda)
7. The Depth of Self-Delusion – 7:32
8. Saturate Me – 7:22 (musica: Mariusz Duda)

CD 2
1. Egoist Hedonist – 7:22
2. We Got Used to Us – 5:37
3. Escalator Shrine – 20:25
4. The Same River – 13:03
5. Found – 5:48 (musica: Mariusz Duda)

DVD bonus nella riedizione del 2020
1. Lost – 7:55 (musica: Mariusz Duda)
2. Feel Like Falling – 5:35
3. Hyperactive – 5:30
4. Conceiving You – 5:06
5. Panic Room – 5:43
6. Under the Pillow – 6:45 (musica: Mariusz Duda)
7. The Depth of Self-Delusion – 7:26
8. Saturate Me – 7:19 (musica: Mariusz Duda)
9. Egoist Hedonist – 7:21
10. We Got Used to Us – 5:28
11. Escalator Shrine – 20:24
12. The Same River – 13:30
13. Found – 5:58 (musica: Mariusz Duda)

## Formazione
Gruppo
- Mariusz Duda – voce, basso
- Piotr Grudziński – chitarra
- Piotr Kozieradzki – batteria
- Michał Łapaj – tastiera, cori

Produzione
- Riverside – produzione
- Pawel Grabowski – missaggio
- Robert Szydło – mastering

## Classifiche
| Classifica (2020) | Posizione massima |
| ----------------- | ----------------- |
| Germania          | 32                |